# 貧困大国アメリカ2
『ルポ 貧困大国アメリカII』（ルポ ひんこんたいこくアメリカ に）は、堤未果の著書。岩波新書1225。2010年1月発刊。同著者の『貧困大国アメリカ』の続編に当たる。